# Шама мадагаскарська
Ша́ма мадагаскарська (Copsychus albospecularis) — вид горобцеподібних птахів родини мухоловкових (Muscicapidae). Ендемік Мадагаскару.

## Опис

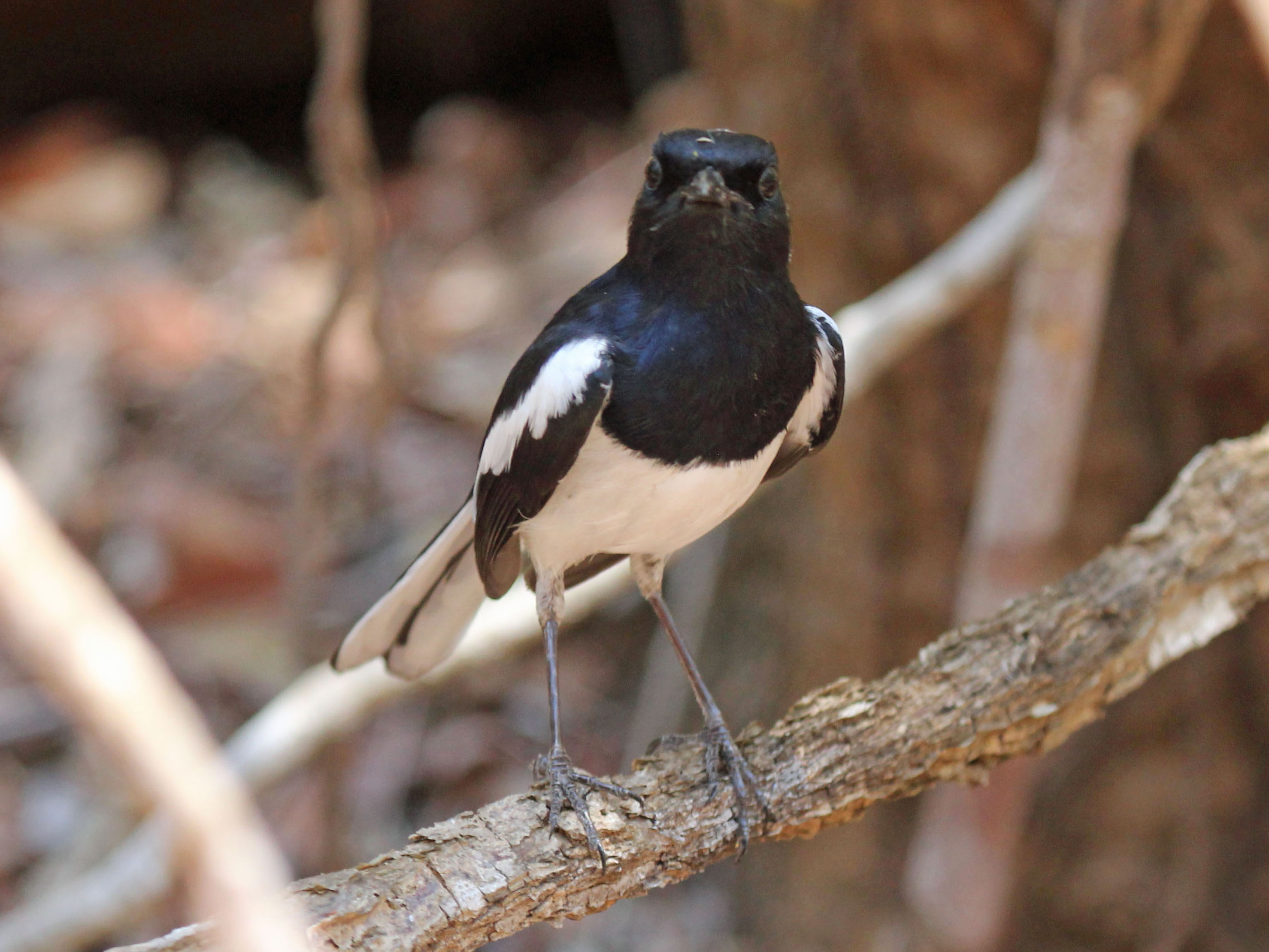
Самець мадагаскарської шами

Довжина птаха становить 18 см, враховуючи довгий хвіст, вага 21-24 г. Виду притаманний статевий диморфізм. Самці мають переважно чорне забарвлення з синім відблиском. На крилах у них помітні білі смуги, нижні покривні пера хвоста і нижня частина живота також білі. У самиць тім'я, спина і хвіст сірувато-коричневі, горло і груди сірі, крила і надхвістя руді.

## Підвиди
Виділяють три підвиди:
- C. a. pica Pelzeln, 1858 — захід і північ острова;
- C. a. albospecularis (Eydoux & Gervais, 1836) — північний схід острова;
- C. a. inexspectatus Richmond, 1897 — схід і південний схід острова.

Деякі дослідники виділють підвид C. a. pica у окремий вид Copsychus pica.

## Поширення і екологія
Мадагаскарські шами мешкають на острові Мадагаскар, а також на сусідніх острівцях, зокрема на Нусі-Бе, Нусі-Комба і Нусі-Бураха. Вони живуть в різноманітних природних середовищах, від сухих чагарникових заростей до сухих і вологих тропічних лісів, мангрових заростей, садів, бананових, кавових і евкаліптових плантацій. Зустрічаються на висоті до 1800 м над рівнем моря.
Мадагаскарські шами живляться тарганами, жуками, комахами та іншими комахами, а також павуками, дощовими черв'яками, дрібними амфібіями і ящірками та ягодами. Самці шукають їжу переважно на землі, самиці — частіше в підліску. Птахи іноді приєднуються до змішаних зграй птахів.
Мадагаскарські шами — територіальні птахи, площа гніздових теритрій у них варіюється від менш ніж 1 га до 6 га, в залежності від середовища проживання. Гніздові території в густих тропічних лісах є меншими, ніж в чагарникових заростях. Гніздо чашоподібне, робиться з трав і стебел, встелюється корінцями, зміїною шкірою і шерстю лемурів або великої рогатої худоби, розміщується в дуплах пнів, в тріщинах будівель або в густій рослинності. В кладці від 2 до 5 яєць, зазвичай 3 яйця. Інкубаційний період триває 13 днів. За пташенятами доглядають і самиці, і самці. Пташенята покидають гніздо через 17 днів після вилуплення, однак батьки продовжують піклуватися про них ще тиждень. Пташенята повністю покидають батьківську територію через 18 днів після того, як вони покидають гніздо. Мадагаскарські шами часто стають здобиччю мадагаскарських яструбів.